# 荻野幸太郎
荻野 幸太郎（おぎの こうたろう、1980年 - ）は、日本の著作家、表現の自由活動家。NPO法人うぐいすリボン理事（代表）、情報法制研究所上席研究員。

## 経歴
静岡県富士市出身。静岡大学大学院修士課程修了。学生時代からボランティアとしてNPO設立の支援に携わり、ふじのくにNPO活動センターセンター長などを務めていた。2009年にNPO法人プラットフォーム静岡の役員となった。2011年にうぐいすリボンを設立する。
2017年に警察が漫画家のもとを訪れ表現の配慮を求めた件について、「このようなやり方は表現者にとって大きなプレッシャーになる」として懸念を示した。
2023年に、永山薫のミニコミシリーズ『マンガ論争』上で、山本直樹と対談した。
2024年に行われた「国際マンガ・アニメ祭 Reiwa Toshima」のセッション「都条例『不健全図書』改称」で、森川ジョージ、稀見理都、MANGA総合研究所所長の菊池健と共に登壇した。

## 活動
同人ショップに対し、クレジットカード会社による表現規制についてヒアリングを行っている。
映画作品『春画と日本人』の京都シネマでのリバイバル上映に際し、パンフレットにエッセイ『表現規制と春画』を寄稿した。全米反検閲連盟が発行したガイドライン『検閲回避完全マニュアル』の解説を担当した。
18歳未満への販売を禁止する書籍を指し滋賀県などが使用している「有害図書」という用語について、「作家の尊厳を傷つける恐れがある」と述べ、変更を促している。

## 人物
同性愛者であることをカミングアウトしている。

## 著書
- 静岡に学ぶ地域イノベーション（中央経済社、2013年、ISBN 978-4502484704）
- 公共ガバナンス論（晃洋書房、2018年、ISBN 978-4771030800）
- 縮小社会の文化創造（思文閣出版、2023年、ISBN 978-4784220625）